# Simone Felice
Pour les articles homonymes, voir Felice.
Simone Felice est un peintre et graveur italien du XVIIe siècle.

## Biographie
Graveur italien du XVIIe siècle, avec Giovanni Battista Falda, il grave une collection d'estampes intitulée Le Giardini di Roma.